# Christiana
Christiana este un oraș din Africa de Sud.